# Persone di nome Fernando/Calciatori
| Questa pagina contiene informazioni ricavate automaticamente dalle voci biografiche con l'ausilio del template Bio e di un bot. L'aggiornamento è periodico e automatico e ricostruisce completamente la pagina. Se manca una persona in questa lista, sei pregato di non aggiungerla, ma accertati piuttosto che la sua voce biografica contenga il template Bio e che i dati anagrafici siano correttamente compilati. Se il template Bio manca, inseriscilo tu stesso o, in alternativa, metti l'avviso {{tmp\|Bio}} che ne segnala la mancanza. Se i dati riportati sono sbagliati, correggi direttamente la voce biografica; le modifiche saranno visibili in questa lista entro pochi giorni. Per chiarimenti vedi il progetto antroponimi. La lista contiene solo le 213 persone che sono citate nell'enciclopedia e per le quali è stato implementato correttamente il template Bio. Pagina aggiornata al 7 apr 2025. |

Questa è una lista di persone presenti nell'enciclopedia che hanno il nome Fernando e sono calciatori.

## A(17)
- Fernando Aguiar, ex calciatore portoghese (Chaves, n. 1972)
- Agustín Alfaro, calciatore uruguaiano (Santa Rosa, n. 1999)
- Fernando Alloco, ex calciatore argentino (Paraná, n. 1986)
- Fernando Ansola, calciatore spagnolo (Elgoibar, n. 1940 - † 1986)
- Fernando António, calciatore portoghese (n. 1899)
- Fernando Arce, ex calciatore messicano (Tijuana, n. 1980)
- Fernando Arce Jr., calciatore statunitense (Chula Vista, n. 1996)
- Fernando Argila, calciatore e allenatore di calcio spagnolo (Barcellona, n. 1920 - † 2015)
- Fernando Aristeguieta, ex calciatore venezuelano (Caracas, n. 1992)
- Fernando Astengo, ex calciatore cileno (Santiago del Cile, n. 1960)
- Fernando Azevedo, ex calciatore brasiliano (n. 1941)
- Fernando dos Santos, ex calciatore brasiliano (Rio de Janeiro, n. 1979)
- Fernando Alves Santa Clara, ex calciatore brasiliano (Ilhéus, n. 1981)
- Fernando Andrade dos Santos, calciatore brasiliano (San Paolo, n. 1993)
- Fernando Ferreira, ex calciatore portoghese (Viseu, n. 1986)
- Fernando Mendes, ex calciatore portoghese (Setúbal, n. 1966)
- Fernando Pedreira, calciatore brasiliano (Salvador, n. 1986)

## B(14)
- Fernando Barrachina, calciatore spagnolo (Granada, n. 1947 - † 2016)
- Fernando Barrientos, calciatore argentino (Lanús, n. 1991)
- Ferdinando Baston, calciatore italiano (Bassano del Grappa, n. 1938 - Bassano del Grappa, † 2019)
- Fernando Bello, calciatore argentino (Pergamino, n. 1910 - Buenos Aires, † 1974)
- Fernando Belluschi, calciatore argentino (Los Quirquinchos, n. 1983)
- Fernando Beltrán, calciatore messicano (Álvaro Obregón, n. 1998)
- Fernando Benatti, ex calciatore italiano (Mirandola, n. 1945)
- Matías Benítez, calciatore argentino (Rosario, n. 2000)
- Fernando Bersano, calciatore argentino (Arroyito, n. 1998)
- Fernando Boldrin, calciatore brasiliano (Cravinhos, n. 1989)
- Fernando Bonamartini, calciatore italiano (Firenze, n. 1914)
- Martín Bonjour, ex calciatore argentino (Carhué, n. 1985)
- Fernando Brandán, calciatore argentino (Mendoza, n. 1990)
- Fernando Prass, ex calciatore brasiliano (Porto Alegre, n. 1978)

## C(23)
- Fernando Cabrita, calciatore e allenatore di calcio portoghese (Lagoa, n. 1923 - † 2014)
- Fernando Cáceres, ex calciatore argentino (San Isidro, n. 1969)
- Fernando Cafasso, ex calciatore argentino (Jacinto Aráuz, n. 1983)
- Fernando Calero, calciatore spagnolo (Boecillo, n. 1995)
- Camilo, calciatore brasiliano (Rio de Janeiro, n. 1986)
- Fernando Campos, calciatore cileno (n. 1923 - † 2004)
- Fernando Canesin, calciatore brasiliano (Ribeirão Preto, n. 1992)
- Fernando Canestrelli, calciatore italiano (Roma, n. 1898 - Roma, † 1957)
- Fernando David Cardozo, calciatore paraguaiano (Asunción, n. 2001)
- Fernando Carralero, ex calciatore spagnolo (San Fernando, n. 1986)
- Fernando Casirago, calciatore italiano
- Fernando Castro, ex calciatore colombiano (Manizales, n. 1949)
- Fernando Casuzzi, calciatore italiano (Foligno, n. 1924 - Foligno, † 2009)
- Fernando Cavenaghi, ex calciatore argentino (Buenos Aires, n. 1983)
- Fernando Cedrola, ex calciatore brasiliano (Juiz de Fora, n. 1986)
- Fernando Chalana, calciatore e allenatore di calcio portoghese (Barreiro, n. 1959 - Lisbona, † 2022)
- Fernando Coniglio, calciatore argentino (Laborde, n. 1991)
- Fernando Cordero, calciatore cileno (Santiago del Cile, n. 1987)
- Gastón Córdoba, ex calciatore argentino (San Nicolás de los Arroyos, n. 1974)
- Fernando Cornejo, calciatore cileno (Quinta de Tilcoco, n. 1969 - Santiago del Cile, † 2009)
- Fernando Cruz, ex calciatore portoghese (Lisbona, n. 1940)
- Fernando Cuéllar, calciatore e allenatore di calcio peruviano (Moquegua, n. 1945 - † 2008)
- Fernando Cárdenas, ex calciatore colombiano (Cartago, n. 1988)

## D(19)
- Fernando Agostinho da Costa, ex calciatore angolano (Luanda, n. 1981)
- Fernando De Napoli, ex calciatore italiano (Chiusano di San Domenico, n. 1964)
- Fernando De la Fuente, ex calciatore argentino (Sierra Grande, n. 1986)
- Fernando Della Sala, ex calciatore argentino (Villa del Dique, n. 1976)
- Emanuel Dening, calciatore argentino (Goya, n. 1988)
- Fernando Dinis, ex calciatore portoghese (Vila Real, n. 1982)
- Fernando Henrique, calciatore brasiliano (Bauru, n. 1983)
- Fernando Meira, ex calciatore portoghese (Guimarães, n. 1978)
- Fernando Mendonça, ex calciatore portoghese (Luanda, n. 1932)
- Fernando Macedo da Silva, ex calciatore spagnolo (La Coruña, n. 1982)
- Pavão, calciatore portoghese (Chaves, n. 1947 - Porto, † 1973)
- Fernando Peyroteo, calciatore e allenatore di calcio portoghese (Humpata, n. 1918 - Lisbona, † 1978)
- Fernando Neto, calciatore brasiliano (São Domingos, n. 1993)
- Fernando de Abreu, ex calciatore brasiliano (San Paolo, n. 1984)
- Fernando Castro, calciatore brasiliano (Orlândia, n. 1997)
- Fernando de Jesus, calciatore portoghese (n. 1897)
- Nito Gomes, calciatore guineense (Bissau, n. 2002)
- Fernando Henrique, calciatore brasiliano (São José de Mipibu, n. 2001)
- Fernando dos Santos Pedro, calciatore brasiliano (Belo Horizonte, n. 1999)

## E(5)
- Fernando Elizari, calciatore argentino (n. 1991)
- Fernando Embadje, calciatore guineense (Bissau, n. 2003)
- Fernando Espinosa, ex calciatore messicano (Città del Messico, n. 1983)
- Fernando Eusebio, calciatore italiano (Rimini, n. 1910 - Roma, † 1997)
- Fernando Evangelista, calciatore argentino (Santa Rosa, n. 1991)

## F(6)
- Fernando Fabián Fernández, calciatore paraguaiano (Capiatá, n. 1992)
- Fernando Fonseca, calciatore portoghese (n. 1997)
- Fernando Ferretti, calciatore brasiliano (Rio de Janeiro, n. 1949 - Araruama, † 2011)
- Fernando Fiorillo, ex calciatore colombiano (Soledad, n. 1956)
- Fernando Forestieri, calciatore argentino (Rosario, n. 1990)
- Fernando Freitas, ex calciatore angolano (Benguela, n. 1947)

## G(14)
- Fernando Gomes de Jesus, ex calciatore brasiliano (Rio de Janeiro, n. 1986)
- Fernando Gaibor, calciatore ecuadoriano (Montalvo, n. 1991)
- Fernando Alberto Galetti, ex calciatore argentino (Mar del Plata, n. 1972)
- Fernando Galetto, ex calciatore argentino (Córdoba, n. 1971)
- Fernando Giménez, calciatore paraguaiano (Concepción, n. 1984)
- Fernando Godoy, calciatore argentino (Buenos Aires, n. 1990)
- Fernando Gómez, ex calciatore spagnolo (Valencia, n. 1965)
- Fernando González, calciatore messicano (Città del Messico, n. 1994)
- Fernando González Valenciaga, calciatore spagnolo (Getxo, n. 1921 - Bilbao, † 1988)
- Fernando Gorriarán, calciatore uruguaiano (Montevideo, n. 1994)
- Fernando Guerrero, ex calciatore ecuadoriano (Quito, n. 1989)
- Fernando Guillamón, calciatore e allenatore di calcio spagnolo (Siviglia, n. 1927 - † 1987)
- Fernando García Puchades, calciatore spagnolo (Valencia, n. 1994)
- Fernando Sousa, ex calciatore angolano (Luanda, n. 1967)

## H(2)
- Fernando Henrique da Conceição, calciatore brasiliano (Limeira, n. 1993)
- Fernando Hidalgo, ex calciatore ecuadoriano (Quito, n. 1985)

## J(2)
- Fernando Joao, ex calciatore argentino (Buenos Aires, n. 1994)
- Fernando Juárez, calciatore argentino (Santiago del Estero, n. 1998)

## K(1)
- Fernando Kanapkis, ex calciatore uruguaiano (Montevideo, n. 1966)

## L(10)
- Fernando Leal, ex calciatore brasiliano (Uberaba, n. 1981)
- Fernando Lewis, calciatore olandese (L'Aia, n. 1993)
- Fernando Lisboa Lopes, ex calciatore brasiliano (Belo Horizonte, n. 1992)
- Fernando Llorente Mañas, calciatore spagnolo (Segovia, n. 1990)
- Fernando Llorente, ex calciatore spagnolo (Pamplona, n. 1985)
- Fernando Lomi, calciatore italiano (Milano, n. 1916 - Bologna, † 2003)
- Fernando Lopes dos Santos Varela, calciatore capoverdiano (Cascais, n. 1987)
- Fernando Lucas Martins, calciatore brasiliano (Erechim, n. 1992)
- Fernando Luna, calciatore argentino (Ramallo, n. 1990)
- Fer López, calciatore spagnolo (Madrid, n. 2004)

## M(20)
- Fernando Gomes, calciatore portoghese (Porto, n. 1956 - Porto, † 2022)
- Fernando Gonçalves, ex calciatore portoghese (Cascais, n. 1967)
- Fernando Madrigal, calciatore messicano (León, n. 1991)
- Fernando Manríquez, calciatore cileno (Santiago del Cile, n. 1984)
- Fernandinho, calciatore brasiliano (São Luís, n. 1997)
- Fernando Martel, ex calciatore cileno (Santiago del Cile, n. 1975)
- Fernando Martínez, calciatore spagnolo (Murcia, n. 1990)
- Fernando Martínez, ex calciatore venezuelano (Puerto Ordaz, n. 1977)
- Fernando Martínez, calciatore argentino (La Plata, n. 2000)
- Fernando Marçal, calciatore brasiliano (San Paolo, n. 1989)
- Fernando Medeiros, calciatore brasiliano (São Vicente, n. 1996)
- Fernando Menegazzo, ex calciatore brasiliano (Anita Garibaldi, n. 1981)
- Fernando Meneses, calciatore cileno (Lontué, n. 1985)
- Fernando Meza, calciatore argentino (San Martín, n. 1990)
- Fernando Miguel Kaufmann, calciatore brasiliano (Venâncio Aires, n. 1985)
- Fernando Moner, ex calciatore argentino (Mercedes, n. 1967)
- Fernando Monetti, calciatore argentino (La Plata, n. 1989)
- Fernando Morena, ex calciatore e allenatore di calcio uruguaiano (Montevideo, n. 1952)
- Fernando Muñoz, ex calciatore spagnolo (Siviglia, n. 1967)
- Fernando Andrés Márquez, calciatore argentino (Santa Fe, n. 1987)

## N(6)
- Fernando Navarro Morán, calciatore messicano (Città del Messico, n. 1989)
- Fernando Navarro, ex calciatore spagnolo (Barcellona, n. 1982)
- Fernando Maria Neves, ex calciatore capoverdiano (Praia, n. 1978)
- Fernando Niño Bejarano, ex calciatore spagnolo (Rota, n. 1974)
- Fernando Niño, calciatore spagnolo (Rota, n. 2000)
- Fernando Núñez, calciatore argentino (Villa Nueva, n. 1995)

## O(4)
- Fernando Ochoaizpur, ex calciatore argentino (Junín, n. 1971)
- Fernando Olivella, calciatore spagnolo (Barcellona, n. 1936 - † 2023)
- Fernando Osorio, ex calciatore cileno (San Antonio, n. 1946)
- Fernando Ovelar, calciatore paraguaiano (Asunción, n. 2004)

## P(16)
- Fernando Costanza, calciatore brasiliano (Rio de Janeiro, n. 1998)
- Fernando Giudicelli, calciatore brasiliano (Rio de Janeiro, n. 1906 - Rio de Janeiro, † 1968)
- Fernando Pacheco, calciatore spagnolo (Badajoz, n. 1992)
- Fernando Pacheco, calciatore peruviano (San Vicente de Cañete, n. 1999)
- Fernando Bob, ex calciatore brasiliano (Cabo Frio, n. 1988)
- Fernando Pandolfi, ex calciatore argentino (Buenos Aires, n. 1974)
- Fernando Paniagua, ex calciatore costaricano (Nicoya, n. 1988)
- Fernando Pasquinelli, ex calciatore argentino (Santa Fe, n. 1980)
- Diego Pellegrino, ex calciatore argentino (Vicente López, n. 1986)
- Fernando Perdigão, calciatore portoghese (Lourenço Marques, n. 1932 - Aveiro, † 2007)
- Fernando Augusto Pereira Bueno Júnior, calciatore brasiliano (Santa Maria, n. 1999)
- Fernando Sobral, calciatore brasiliano (Rio de Janeiro, n. 1994)
- Fernando Peres, calciatore portoghese (Algés, n. 1943 - Lisbona, † 2019)
- Fernando Picún, ex calciatore uruguaiano (Montevideo, n. 1972)
- Fernando Manuel Pinto Rodrigues, ex calciatore portoghese (Setúbal, n. 1975)
- Fernando Prado, calciatore uruguaiano (Carmelo, n. 2001)

## Q(3)
- Fernando Quintanilla, ex calciatore spagnolo (Barakaldo, n. 1964)
- Fernando Henrique Quintela Cavalcante, calciatore brasiliano (San Paolo, n. 1990)
- Fernando Jacinto Quissanga, calciatore angolano (n. 1998)

## R(16)
- Fernando Alexandre, ex calciatore portoghese (Lourinhã, n. 1985)
- Fernandinho, calciatore brasiliano (Londrina, n. 1985)
- Fernando Augusto, calciatore brasiliano (Araxá, n. 1993)
- Fernando Rech, ex calciatore brasiliano (Caxias do Sul, n. 1974)
- Fernando Recio, ex calciatore spagnolo (Barcellona, n. 1982)
- Fernando Redondo, ex calciatore argentino (Buenos Aires, n. 1969)
- Fernando Reges, calciatore brasiliano (Alto Paraiso de Goias, n. 1987)
- Fernando Regulés, ex calciatore argentino (Buenos Aires, n. 1973)
- Fernando Ricksen, calciatore olandese (Heerlen, n. 1976 - Airdrie, † 2019)
- Fernando Riera, calciatore e allenatore di calcio cileno (Santiago del Cile, n. 1920 - Santiago del Cile, † 2010)
- Fernando Rodríguez, calciatore argentino (Villa Gobernador Gálvez, n. 2000)
- Fernando Roldán, calciatore cileno (n. 1921 - † 2019)
- Fernando Romero, calciatore paraguaiano (n. 2000)
- Nicolás Romero, calciatore argentino (Chumbicha, n. 2003)
- Fernando Román, calciatore paraguaiano (Capiatá, n. 2001)
- Fernando Román, calciatore paraguaiano (Ñemby, n. 1998)

## S(11)
- Fernando Silva dos Santos, ex calciatore brasiliano (n. 1991)
- Fernando Salazar, ex calciatore messicano (Guadalajara, n. 1979)
- Rui Sampaio, ex calciatore portoghese (Vila Pouca de Aguiar, n. 1987)
- Fernando Sánchez, calciatore argentino
- Fernando Sanz, ex calciatore spagnolo (Madrid, n. 1974)
- Fernando Saucedo, calciatore boliviano (Santa Cruz de la Sierra, n. 1990)
- Fernando Scarpa, ex calciatore italiano (Lecce, n. 1947)
- Fernando Seoane, ex calciatore spagnolo (Santiago de Compostela, n. 1983)
- Fernando Serena, calciatore spagnolo (Madrid, n. 1941 - Pamplona, † 2018)
- Fernando Silva, ex calciatore spagnolo (Almendral, n. 1977)
- Fernando Sánchez, ex calciatore argentino (Buenos Aires, n. 1976)

## T(9)
- Fernando Tabales, calciatore spagnolo (Siviglia, n. 1919 - Siviglia, † 1983)
- Fernando Tassi, calciatore italiano (Modena, n. 1902 - Modena, † 1947)
- Fernando Telechea, ex calciatore argentino (Balcarce, n. 1981)
- Fernando Tirapu, calciatore spagnolo (Pamplona, n. 1951 - Pamplona, † 2018)
- Fernando Tissone, calciatore argentino (Quilmes, n. 1986)
- Fernando Tobio, calciatore argentino (Ramos Mejía, n. 1989)
- Fernando Tomé, ex calciatore portoghese (Porto, n. 1947)
- Fernando Torrent, calciatore argentino (Arrecifes, n. 1991)
- Fernando Troyansky, ex calciatore argentino (Bahía Blanca, n. 1977)

## U(2)
- Fernando Uribe, calciatore colombiano (Pereira, n. 1988)
- Fernando Usero, ex calciatore spagnolo (Brazatortas, n. 1984)

## V(6)
- Fernando Gabriel Vougado Ribeiro, ex calciatore brasiliano (Eldorado, n. 1988)
- Fernando Nélson, ex calciatore portoghese (Porto, n. 1971)
- Fernando Varela Ramos, ex calciatore spagnolo (Dos Hermanas, n. 1979)
- Fernando Vega, ex calciatore spagnolo (Arahal, n. 1984)
- Fernando Veneranda, calciatore e allenatore di calcio italiano (Porto San Giorgio, n. 1941 - Porto San Giorgio, † 2007)
- Fernando Viana, calciatore brasiliano (Brasilia, n. 1992)

## Z(4)
- Fernando Zambrano, ex calciatore e allenatore di calcio spagnolo (El Saucejo, n. 1949)
- Fernando Zampedri, calciatore argentino (Chajarí, n. 1988)
- Fernando Zunzunegui, calciatore spagnolo (Vigo, n. 1945 - Madrid, † 2014)
- Fernando Zuqui, calciatore argentino (Luján de Cuyo, n. 1991)

## Á(3)
- Fernando Álvez, ex calciatore e allenatore di calcio uruguaiano (Montevideo, n. 1959)
- Fernando Álvarez, calciatore colombiano (New York, n. 2003)
- Fernando Ávalos, ex calciatore argentino (Posadas, n. 1978)